# Isoperla debilis
Isoperla debilis is een steenvlieg uit de familie Perlodidae. De wetenschappelijke naam van de soort is voor het eerst geldig gepubliceerd in 1953 door Kohno.